# Rasad
Rasad, död efter 1078, var en egyptisk kalifmoder.  Hon var slavkonkubin till Al-Zahir li-i'zaz Din Allah och mor till den fatimidiska kalifen Al-Mustansir Billah, som var kalif 1036-1095. Hon behärskade med sin passive sons godkännande informellt rikets politik genom att utnämna sina favoriter till politiska poster mellan 1045 och 1071. 